# Мета Инкогнита (полуостров)
Мета-Инкогнита (англ. Meta Incognita Peninsula) — полуостров на юге Баффиновой Земли, провинция Нунавут, Канада.

## Физико-географические характеристики

### Географическое положение
Береговая линя гориста. Ландшафт полуострова переменчивый, горы достигают высоты 853 м. Берега залива Фробишера фьордовые, фьорды небольшие, но глубокие. На юго-западном берегу полуострова расположено эскимосское село Киммирут.

### Флора и фауна

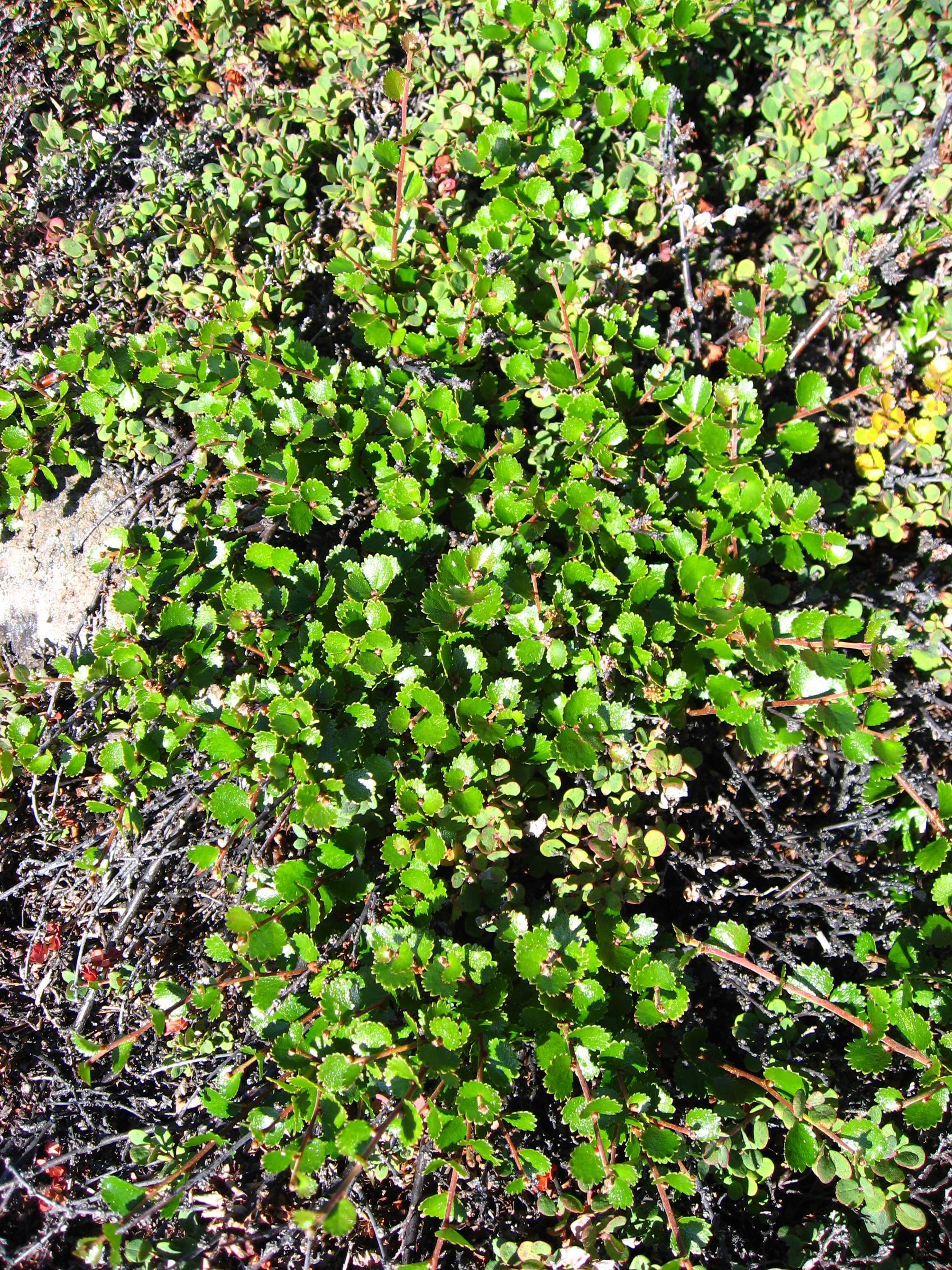
Карликовая берёза (Общий вид взрослого растения)

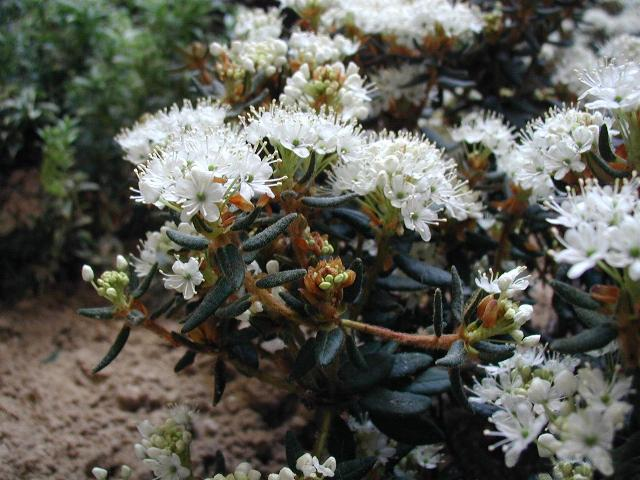
Багульник болотный (Общий вид цветущего растения)

Растительность представлена невысокими растениями, свойственными тундре. Ими покрыт практически весь полуостров. Здесь растут карликовая береза, верба, багульник болотный, дриада, осока.
Среди животных здесь распространены северные олени, овцебык, заяц, арктический волк, писец, белый медведь, моржи, тюлени, киты, водоплавающие птицы.

## История
Полуостров был открыт летом 1576 года экспедицией англичанина Мартина Фробишера, который искал северный проход в Китай. В августе он проник в узкий залив, который считал проливом и назвал его проливом Фробишера (залив Фробишера). Он прошёл мнимым «проливом» на северо-запад 60 миль, считая, что справа от него Азиатский материк, Отделение от американского материка, находящегося слева(на самом деле это были полуострова Баффиновой Земли — нынешние Мета-Инкогнита и Холл).
Здесь Фробишер наткнулся на людей азиатского типа — эскимосов, что стало для него дополнительным доказательством того, что он достиг Азии. Здесь были также найдены камни с жёлтыми вкраплениями, которые Фробишер принял за золотую руду. Через несколько дней пропало пятеро членов команды и Фробишер не рискнул идти дальше «проливом». Схватив с собой силой эскимоса, в конце он отправился в Англию, чтобы известить о двух своих «великих открытиях» — пролива в Тихий океан и золотой руды.
В 1577 году к берегам Мета-Инкогнита была снаряжена вторая экспедиция. Из-за льда Фробишер не стал проходить «проливом», а загрузил корабль «золотоносными камнями» и вернулся в Англию.
30 мая 1578 года к данной территории, под руководством Фробишера, отправились 15 кораблей, чтобы основать колонию и построить крепость у «пролива», организовать добычу золота и продолжить исследования «пролива» и дойти до Китая.
У входа в «пролив» корабли попали в шторм и были отброшены на юг, где попали уже в настоящий широкий свободный от льда пролив. Фробишер повёл корабли на северо-восток и открыл проход между Мета-Инкогнита и группой островов. Фробишер понял, что Мета-Инкогнита не могла быть материком, так как находилась между двух акваторий: одной настоящей на юге (Гудзонов пролив) и другой — на севере (пролив Фробишера, который впоследствии оказался заливом).